# 臾駢
臾骈（？—？），春秋时期晋国的上军佐。

## 生平
前621年，晋国中军佐狐射姑逃亡到狄。赵盾让臾骈把狐射姑的妻儿送回给狐射姑。当初，夷之蒐，狐射姑曾经侮辱过臾骈，所以臾骈的属下想杀尽贾氏来报复。臾骈不同意，说“敌惠敌怨，不在后嗣”，不同意属下的说法，安全将狐射姑的妻儿送到边境上。
前615年冬，秦康公伐晋，与晋国三军在河曲（今山西省永济县）决战。赵盾将中军，荀林父佐中军。郤缺将上军，臾骈佐上军。栾盾将下军，胥甲佐下军。臾骈献“疲敌”之计，坚壁清野。十二月初四，赵穿贪功，单独出击。使得赵盾不得不全军出击，结果双方一接触就退兵。当晚，秦国下战书，臾骈见秦国使者眼珠乱看、语音失常，认为秦军有意撤退，建议赵盾夜晚截击。结果胥甲和赵穿带头反对，说要掩埋死亡将士的遗体，要按约定的时间作战。结果晋军没有出动，秦军趁夜逃跑。